# Kolind (plaats)
Kolind is een plaats in de Deense regio Midden-Jutland, gemeente Syddjurs, en telt 1694 inwoners (2007).
Kolind was tot 2007 de hoofdplaats van de voormalige gemeente Midtdjurs.